# 모조진주

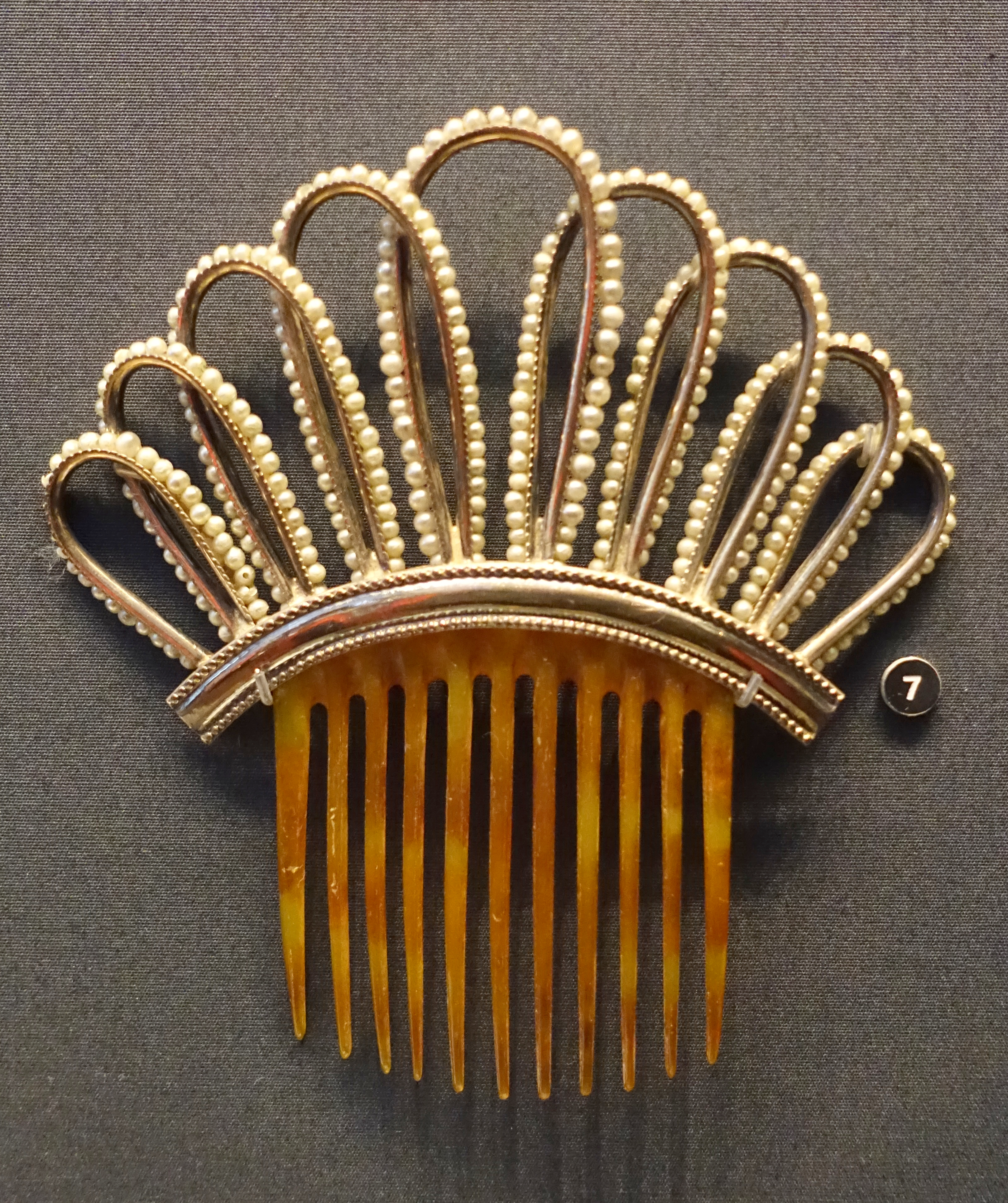

모조진주(模造眞珠) 또는 인조진주(imitation pearl, 人造眞珠)는 진주 흉내를 낸 구슬형태의 인공물질이다. 구슬형 핵에 광택을 내는 물질을 코팅해서 만든다.

## 같이 보기
- 양식진주